# Mammillaria luethyi
Mammillaria luethyi är en kaktusväxtart som beskrevs av G.S. Hinton. Mammillaria luethyi ingår i släktet Mammillaria och familjen kaktusväxter. Inga underarter finns listade i Catalogue of Life.

## Bildgalleri

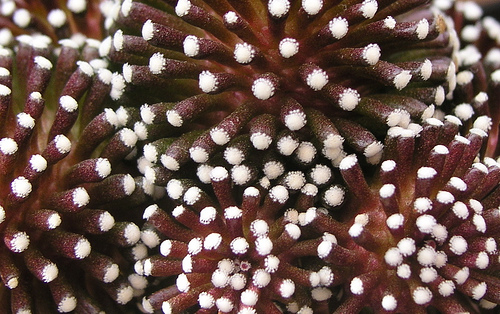